# Aspåsböle
Aspåsböle är en by i Aspås distrikt (Aspås socken) i Krokoms kommun, cirka 5 km utanför Krokom.
I Aspåsböle bor det cirka 55 personer. Byn ligger vid sjön Näldsjön, som är en populär fiskesjö. Förr i tiden livnärde sig Aspåsböleborna på jord- och skogsbruk samt jakt och fiske, nu för tiden har bönderna minskat i antal.